# Седлачек, Людевит
Людевит Седлачек (серб. Људевит Седлачек, чеш. Ludevít Sedláček, также Лайош Седлачек, венг. Szedlacsek Lajos; 17 февраля 1885, Черевич, ныне община Беочин, Сербия — 14 апреля 1962, Нови-Сад) — сербский скрипач и музыкальный педагог.
Начал учиться музыке в Нови-Саде, где окончил и гимназию, продолжил в Чехии в городе Печау, в 1909 году совершенствовался в Пражской консерватории у Яна Маржака и Отакара Шевчика.
В 1909—1910 гг. играл в оркестре в Цюрихе, в 1910—1913 гг. в Дрезденском филармоническом оркестре, в 1913—1923 гг. в Будапештской опере. В Будапеште начал преподавать. В 1923 году вернулся в Нови-Сад и открыл свою музыкальную школу, действовавшую до 1936 года; среди его учеников Кароль Сенаши. В межвоенное время опубликовал несколько собственных произведений для скрипки. В 1945—1950 гг. играл в оркестре Сербского национального театра в Нови-Саде.